# Euchloe charlonia
Euchloe charlonia é uma borboleta da família Pieridae. A sua área de habitat localiza-se principalmente no norte da África, no Médio Oriente e, ocasionalmente, o sul da Península Ibérica, especialmente na Espanha.
As larvas alimentam-se de Diplotaxis pendula, Succowia balearica, Moricandia arvensis, Eruca vesicaria, Cleome arábica, Resedá villosa, Eryngium tenue e Diplotaxis acris.

## Subespécies
- Euchloe charlonia charlonia (Norte de África, Arábia)
- Euchloe charlonia mesopotamica (Staudinger, [1892])